# Estádio Engenheiro Luthero Lopes
O Estádio Engenheiro Luthero Lopes, conhecido como Caldeirão, é um estádio de futebol localizado na cidade de Rondonópolis, no estado de Mato Grosso. Tem capacidade para 19.000 pessoas. O primeiro gol do estádio foi do jogador Ronaldinho Gaúcho na vitória do Grêmio por 4 x 0 sobre o União, em jogo válido pela primeira fase da Copa do Brasil de 2000.  No dia 22 de julho de 2004 o estádio teve o seu recorde de público, na segunda partida da final do Campeonato Mato-grossense, quando o União empatou em 0 x 0 com a equipe do Cuiabá, com público de 18.850 pagantes. Inaugurado no ano de 2000, o estádio já recebeu grandes equipes do Futebol Brasileiro, como Grêmio, Goiás, CRB, Atletico Goianiense, Vasco, Santa Cruz, Coritiba, Paraná, Guarani, Corinthians e Internacional.
No dia 16 de maio de 2015, em mais um evento histórico para o estádio Engenheiro Luthero Lopes, foi realizado o primeiro evento de Futebol Americano, uma partida entre o time da casa, o novíssimo Rondonópolis Hawks e o já tradicional Cuiabá Arsenal,  pela terceira semana do Campeonato Mato-grossense, o time da capital venceu o jogo pelo placar de 35-13.